# Plejona (mitologija)
U grčkoj mitologiji, Plejona (grčki Πληιόνη, kasnije Πλειόνη) bila je nimfa (polubožica), koja je živjela u Arkadiji na planini Kileni. Njezin je unuk bio bog Hermes.

## Etimologija
Njeno ime znači "obilje".

## Mitologija

### Obitelj i brak
Plejona je bila kći Okeana i njegove sestre Tetije te unuka Geje, Majke Zemlje i sestrična Zeusa.
Udala se za diva Atlasa te su imali mnogo kćeri: Plejade i Hijade, te sina Hijanta.
Njezine najpoznatije kćeri su Meropa i Maja (Hermesova majka). Meropa se udala za smrtnika Sizifa. Plejade su na kraju bile pretvorene u zvijezde, kao i Hijade.

### Susret s Orionom
Div Orion bio je lovac te je progonio Plejonu i njezine kćeri planinama. Zeus je odlučio nešto poduzeti i stavio je Plejade na nebo, ali nije poznato što je bilo sa samom Plejonom. Moguće je da su Grci vjerovali da je i ona završila na nebu.

## Zvijezda
Jedna zvijezda iz zvjezdanog skupa Messier 45 nazvana je po Plejoni.